# كبلر-296e
كيبلر 296 إي (بالإنجليزية: Kepler-296e)‏ الذي يرمز له بالرمز Kepler-296e، هو أرض هائلة، في كوكبة التنين، يتبع Kepler-296.

## الاكتشاف
اكتشف في 2014، وكانت طريقة الاكتشاف طريقة العبور.